# Le Graphique de Boscop
Pour plus de détails, voir Fiche technique et Distribution.
Le Graphique de Boscop est une pièce de théâtre du Café de la Gare et un film français de Sotha et Georges Dumoulin sorti en 1976.

## Synopsis
À Saint-Rupert, Basse Lozère, le fils d'une famille d'éboueurs, Pissenlit, qui joue les débiles mentaux depuis l'enfance pour ne pas être contraint d'aller à l'école, est en fait un prodige en mathématiques : en lisant un livre trouvé dans une poubelle, il révolutionne une théorie mathématique. Pendant ce temps, son père fabrique un ordinateur à partir d'objets récupérés dans des poubelles, et capable de composer des « tubes » musicaux qui feront peut-être de lui une star.

## Fiche technique
- Réalisation : Sotha et Georges Dumoulin
- Scénario : Sotha
- Musique : Sotha
- Son : Philippe Lemenuel, Guillaume Sciama et Antoine Bonfanti
- Société de production : Café de la Gare
- Pays de production :  France
- Langue originale : français
- Format : couleur — 35 mm
- Genre : comédie
- Durée : 108 minutes
- Date de sortie : 
  - France : 1er décembre 1976

## Distribution
- Romain Bouteille : Roger Dendron, le patriarche, éboueur et érudit
- Catherine Mitry : Dorothée, sa femme martyre
- Philippe Manesse : Pissenlit, leur fils débile
- Sotha : Clémentine, leur fille délurée, ingénue et prostituée
- Patrice Minet : Mozart dit aussi Ducul, éboueur, musicien raté et introverti
- Jacky Sigaux : Ahmed, éboueur arabe
- Odile Barbier : La Fleur, serveuse prostituée qui n'a pas quatre bras
- Marie-Christine Descouard : Marguerite Valence
- Christian Spillemaecker : Jacques Chambille
- Sophie Barjac : la jolie blonde du slow

## Accueil
Film culte pour certains, gentil nanar à la limite du vulgaire pour d'autres, le Graphique est une sorte d'ovni dans la filmographie comique française des années 1970, à la fois témoignage quasi documentaire sur l'humour de l'époque (et notamment celui du Café de la Gare, qui sera aussi l'humour de Coluche, traitant des sous-prolétaires sur le ton du « mieux vaut en rire »), et film intemporel qui provoque encore une adulation d'un public plus nombreux qu'à sa sortie.
Ses conditions de représentation assez inhabituelles en font également un objet mythique qui contribue certainement à la permanence de son succès[réf. souhaitée].
Ce film est un petit phénomène à Lyon, où il a été projeté toutes les semaines depuis sa sortie en 1976 jusqu'en février 2010. Le CNP Terreaux le diffusait chaque samedi à minuit,, dans la plus petite salle, une ancienne cave voûtée du XVIIe siècle, sur un mur blanc. La dernière séance de ce film a eu lieu le 20 février 2010[réf. souhaitée]. À la suite de la reprise du film en salles à partir du 7 novembre 2018, il est projeté dans le même cinéma le samedi 1er décembre 2018 en présence de Sotha.
Le DVD sort le 2 avril 2019.